# Four Roads Turlough SPA
Four Roads Turlough SPA este o arie protejată (arie de protecție specială avifaunistică — SPA) din Irlanda întinsă pe o suprafață de 99,6 ha, integral pe uscat.

## Localizare
Centrul sitului Four Roads Turlough SPA este situat la coordonatele 53°30′45″N 8°14′28″W / 53.512382°N 8.241057°V.

## Înființare
Situl Four Roads Turlough SPA a fost declarat arie de protecție specială avifaunistică în august 2010 pentru a proteja 7 specii de animale.

## Biodiversitate
Situată în ecoregiunea atlantică, aria protejată nu include niciun habitat protejat.
La baza desemnării sitului se află mai multe specii protejate de  păsări (7): rață lingurar (Anas clypeata), rață pitică (Anas crecca), rață fluierătoare (Anas penelope), rață mare (Anas platyrhynchos), Anser albifrons flavirostris, ploier auriu (Pluvialis apricaria), nagâț (Vanellus vanellus).